# Bariumnitrit
Bariumnitrit ist eine anorganische chemische Verbindung des Bariums aus der Gruppe der Nitrite.

## Gewinnung und Darstellung
Bariumnitrit-Monohydrat kann durch Reaktion einer stöchiometrischen Lösung von Bariumchlorid mit Natriumnitrit gewonnen werden. Bei Erwärmung wandelt sich das Monohydrat bei 372 K in das Hemihydrat, bei 425 K in das 1/3-Hydrat und bei 457 K in das Anhydrat um.
{\displaystyle {\ce {BaCl2 + 2 NaNO2 -> Ba(NO2)2 + 2 NaCl}}}

## Eigenschaften
Bariumnitrit ist eine farbloser Feststoff, der gut löslich in Wasser ist. Er zersetzt sich bei einer Temperatur von 270 °C zu Bariumoxid, Stickoxiden und Stickstoff.  Das Monohydrat ist ein weißer bis gelber kristalliner Feststoff, der löslich in Wasser und Ethanol ist. Es ist stark pyroelektrisch.
Das Anhydrat besitzt eine orthorhombische Kristallstruktur mit der Raumgruppe P212121 (Raumgruppen-Nr. 19). Das Monohydrat besitzt eine hexagonale Kristallstruktur Raumgruppe P61 (Raumgruppen-Nr. 169). Es sind jedoch abhängig von der Temperatur noch weitere Modifikationen bekannt.

## Verwendung
Bariumnitrit-Monohydrat wird als Korrosionsschutzmittel, in Sprengstoffen und zur Diazotierung verwendet.